# Nelson DeMille
Nelson Richard DeMille (New York, 23 agosto 1943 – Mineola, 17 settembre 2024) è stato uno scrittore statunitense.

## Biografia
Servì nell'esercito statunitense dal 1966 al 1969, ricevendo numerosi riconoscimenti durante la Guerra del Vietnam. Si laureò in Scienze politiche e Storia alla Hofstra University. Divenuto scrittore, pubblicò romanzi anche con gli pseudonimi Jack Cannon, Kurt Ladner e Brad Matthews.
Negli anni settanta scrisse, sotto lo pseudonimo di Jack Cannon, brevi romanzi d'azione "per uomini" con protagonista il personaggio di Joe Ryker: la serie, ristampata nel 1989, è del tutto inedita in Italia.
Il suo romanzo La figlia del generale (1992) fu al cinema nel 1999 nell'omonimo film con John Travolta protagonista.
DeMille pubblicò il suo ultimo libro della serie "John Corey" in maggio 2015: una storia ambientata a New York, con un complotto russo per distruggere la città mediante una minibomba nucleare.
Era membro del Mensa.
Nelson DeMille è morto nel 2024.

## Vita privata
Visse con la famiglia a Long Island, New York.

## Stile letterario
Molti libri di DeMille sono scritti in prima persona, perciò le sue storie seguono una trama lineare in cui il lettore compartecipa alle azioni del personaggio principale. Sebbene il tono della sua scrittura vari da romanzo a romanzo, uno dei suoi metodi include il sovente uso del sarcasmo e dell'umorismo caustico, specialmente nei dialoghi, con battute vivaci e argute. La maggior parte delle sue storie evitano la tipica "fine alla Hollywood", ma terminano in maniera inconcludente o con l'eroe che riesce a risolvere il caso ed esporre il mistero, soffrendone però di carriera e sentimenti. A volte DeMille chiama i personaggi dei suoi libri con nomi di persone reali, che in cambio fanno donativi a vari enti caritatevoli.

## Opere

### Serie di Joe Ryker
1. The Sniper (1974)
2. The Hammer of God (1974)
3. The Agent of Death (1975)
4. The Smack Man (1975)
5. The Cannibal (1975)
6. The Night of the Phoenix (1975)

### Serie di John Sutter
1. La costa d'oro (The Gold Coast, 1990), Leonardo, 1991 (ISBN 8835501415); Arnoldo Mondadori Editore, 2001 (ISBN 8804483202)
2. L'ospite pericoloso (The Gate House, 2008), Arnoldo Mondadori Editore, 2009 (ISBN 9788804585350)

### Serie di Paul Brenner
1. La figlia del generale (The General's Daughter, 1992), Longanesi, 1993 (ISBN 8830411523); Arnoldo Mondadori Editore 2005 (ISBN 8804546166)
2. Missione al nord (Up Country, 2002), Arnoldo Mondadori Editore, 2002 (ISBN 8804496487)

### Serie di John Corey
1. Morte a Plum Island (Plum Island, 1997), Baldini & Castoldi, 1998 (ISBN 8880894234); Arnoldo Mondadori Editore, 2000 (ISBN 8804483113)
2. L'ora del leone (The Lion's Game, 2000), Arnoldo Mondadori Editore, 2000 (ISBN 8804478659)
3. Notte fatale (Night Fall, 2004), Arnoldo Mondadori Editore, 2005 (ISBN 8804544694)
4. American vendetta (Wild Fire, 2006), Arnoldo Mondadori Editore, 2007 (ISBN 9788804564287)
5. Il Leone (The Lion, 2010), Arnoldo Mondadori Editore, 2011 (ISBN 9788804611516)
6. La Pantera (The Panther, 2012), Arnoldo Mondadori Editore, 2015 (ISBN 9788804639787)
7. A Quiet End (negli USA: Radiant Angel, 2015)
8. The Maze (2022)

### Altri romanzi
- Hitler's Children - scritto come Kurt Ladner (1976)
- Killer Sharks: The Real Story - scritto come Brad Matthews (1977)
- By the Rivers of Babylon (1978)
- Cattedrale (Cathedral, 1981), Dall'Oglio, 1982; Arnoldo Mondadori Editore, 2002 (ISBN 8804505508)
- The Talbot Odyssey (1984)
- Parola d'onore (Word of Honor, 1985), Sperling & Kupfer, 1988 (ISBN 882000724X)
- The Charm School (1988)
- Mayday (Mayday, 1998) scritto con Thomas Block, Baldini & Castoldi, 1999 (ISBN 8880895397); Arnoldo Mondadori Editore, 2005 (ISBN 8804550147)
- Spencerville (Spencerville, 1994), Rizzoli, 1995 (ISBN 8817670340)
- The Quest (2013)
- The Cuban Affair (2017)
- The Deserter (2019)

### Filmografia
- 1999 - La figlia del generale (The General's Daughter) - dal romanzo omonimo
- 2003 - Word of Honor (Film-TV) - dal romanzo "Parola d'onore"
- 2004 - Life or Breath - da un suo racconto
- 2005 - Mayday - dal romanzo omonimo